# Rewolwer S&W Model 27
Smith & Wesson (S&W) Model 27 – pierwszy amerykański rewolwer na amunicję typu .357 Magnum, zbudowany w oparciu o węglowo-stalową ramę Smith & Wesson typu N.
Kiedy firma Smith & Wesson wprowadziła go na rynek w 1935 roku był znany jako .357 magnum Registered Magnum i był wytwarzany wyłącznie na zamówienie (posiadał kilka wariantów długościowych (3 1/2", 4", 5", 6" lub 8 3/8"). Pomimo że pojawił się u skraju wielkiego kryzysu, firma Smith & Wesson została "zawalona" zamówieniami na kolejne cztery lata. Departament policji w Kansas, podobnie jak wiele innych organizacji przestrzegania prawa, wybrał go na podstawową broń służby mundurowych. W 1939 roku S&W przestało produkować Registered Magnum, przemianowując go na .357 Magnum i wyposażając w inny zestaw luf.
Model 3 1/2" był bardzo popularny wśród agentów FBI. Generał George Patton posiadał wykonany na zamówienie egzemplarz z rękojeścią z kości słoniowej, który nazywał swoją "bronią do zabijania".